# Kızılbağ
Koordinaten: 36° 29′ 37″ N, 34° 9′ 32″ O

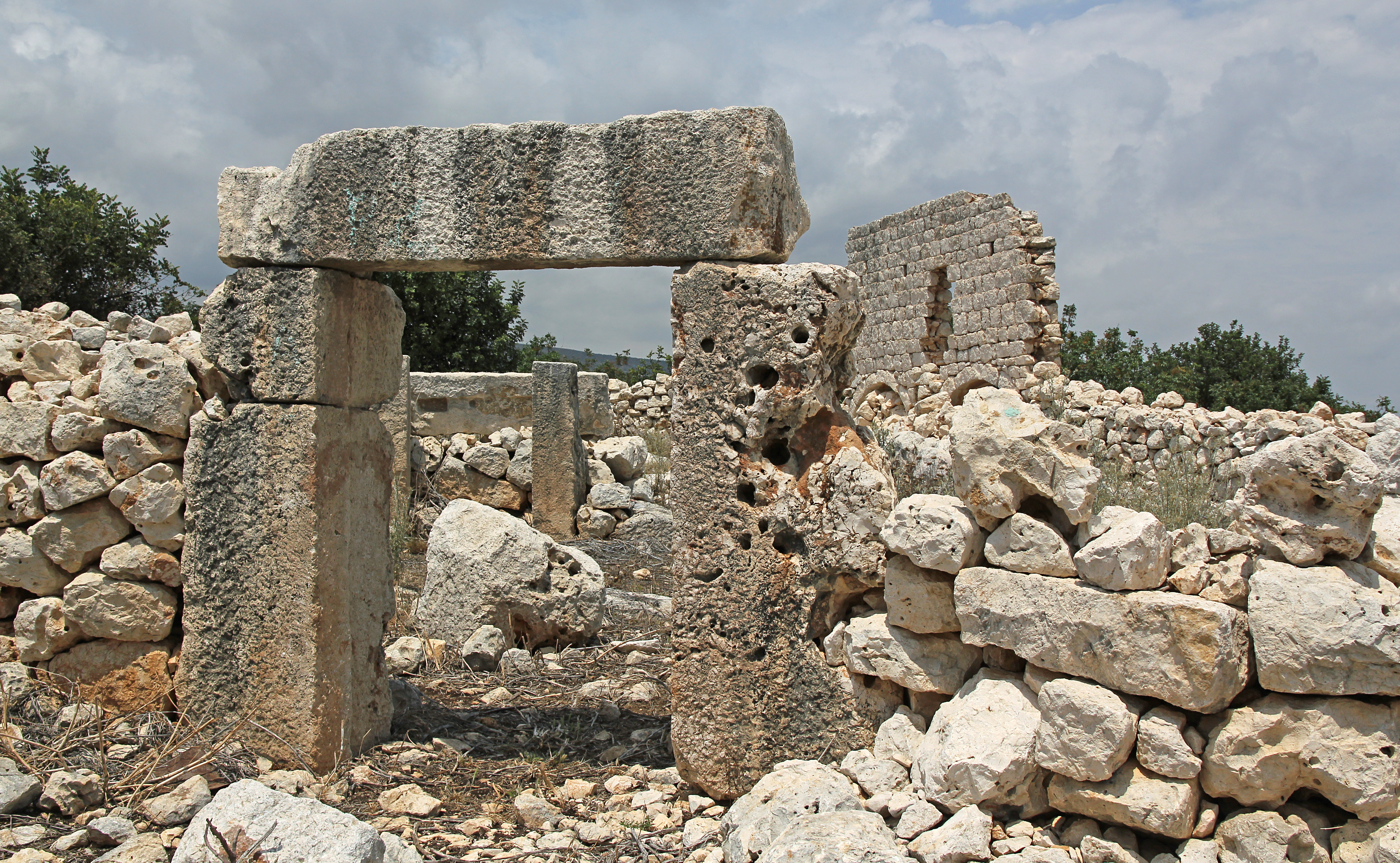
Türrahmen eines Wohnhauses in Kızılbağ

Kızılbağ (türkisch für roter Weinberg) ist der Name einer Flur im Rauen Kilikien in der Südtürkei. In dem Gebiet liegen die Ruinen einer Siedlung der römischen Kaiserzeit.

## Lage
Das Gelände liegt im Gebiet der früheren Gemeinde Ayaş im Landkreis Erdemli der türkischen Provinz Mersin, zwei Kilometer von der Mittelmeerküste entfernt. Die Baureste finden sich etwa zwei Kilometer nordwestlich des Zentrums von Ayaş, dem antiken Elaiussa Sebaste, im Westen der Straße, die von dort nach Karaahmetli und Esenpınar führt und in etwa der römischen Straße von Elaiussa ins Landesinnere folgt. Sie passiert im weiteren Verlauf die antiken Ruinen von Çatıören und Emirzeli. Etwa einen Kilometer östlich der Straße liegt am Rande einer Schlucht die Befestigungsanlage von Hisarın.

## Beschreibung
Der kleine Weiler aus römisch-frühbyzantinischer Zeit mit Blick auf Elaiussa Sebaste besteht aus 20 bis 25 Häusern. Ältere Gebäude sind in zweischaligem, kleinteiligem Polygonalmauerwerk errichtet, die jüngeren aus Hausteinquadern. Einige weisen in den Innenräumen eine Gliederung durch Gurtbögen auf. Reste von steinernen Innen- und Außentreppen belegen, dass die Häuser mehrgeschossig waren. Bemerkenswert sind die teils mächtigen Quader der Türrahmen sowie stark vorkragende Konsolen beiderseits von Türstürzen. Die Wohnarchitektur lässt auf einen gewissen Wohlstand des Ortes schließen. Mehrere Zisternen mit rechteckiger Abdeckung sind in den anstehenden Felsen gehauen. 

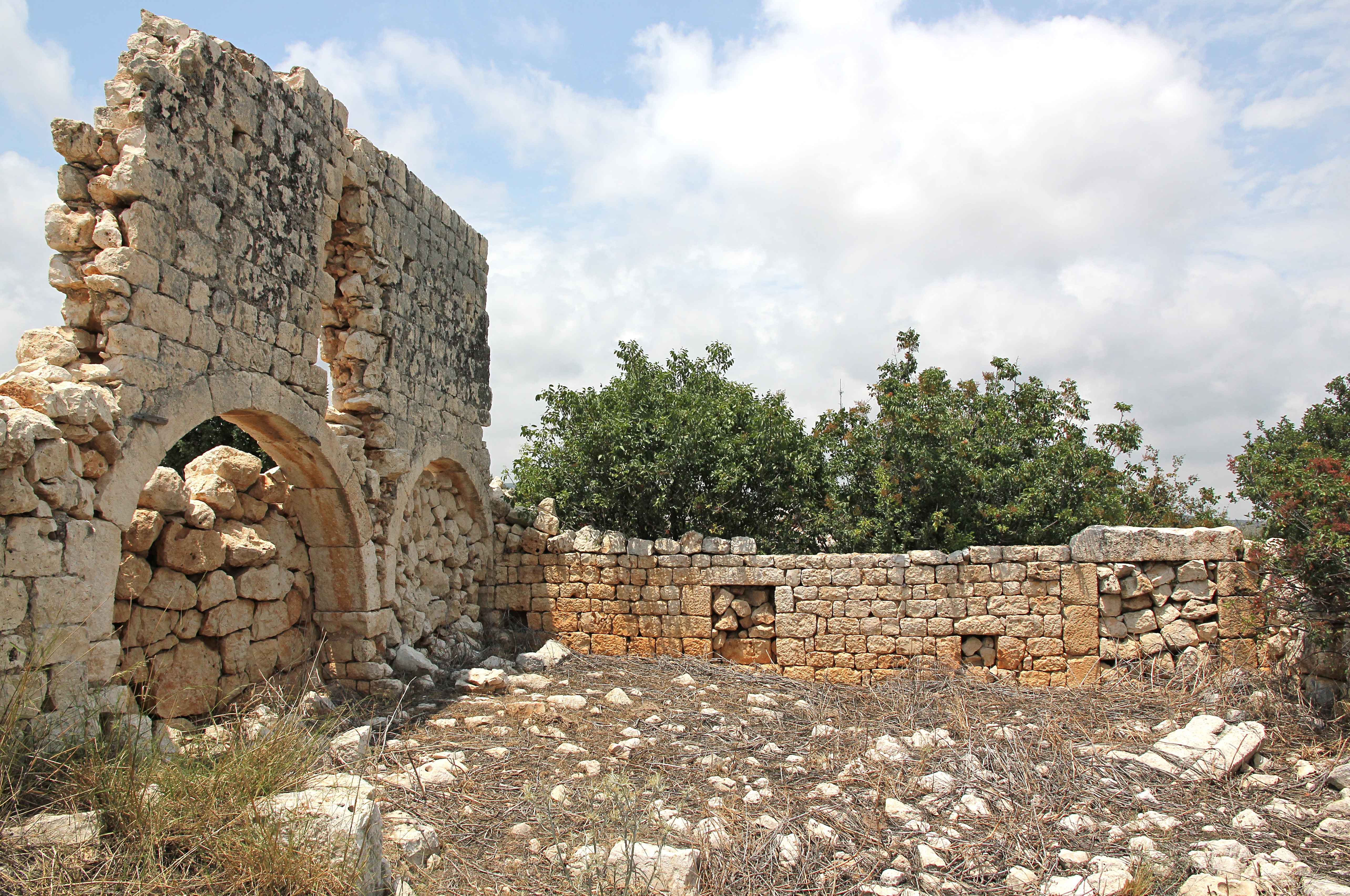
Innenraum eines Hauses
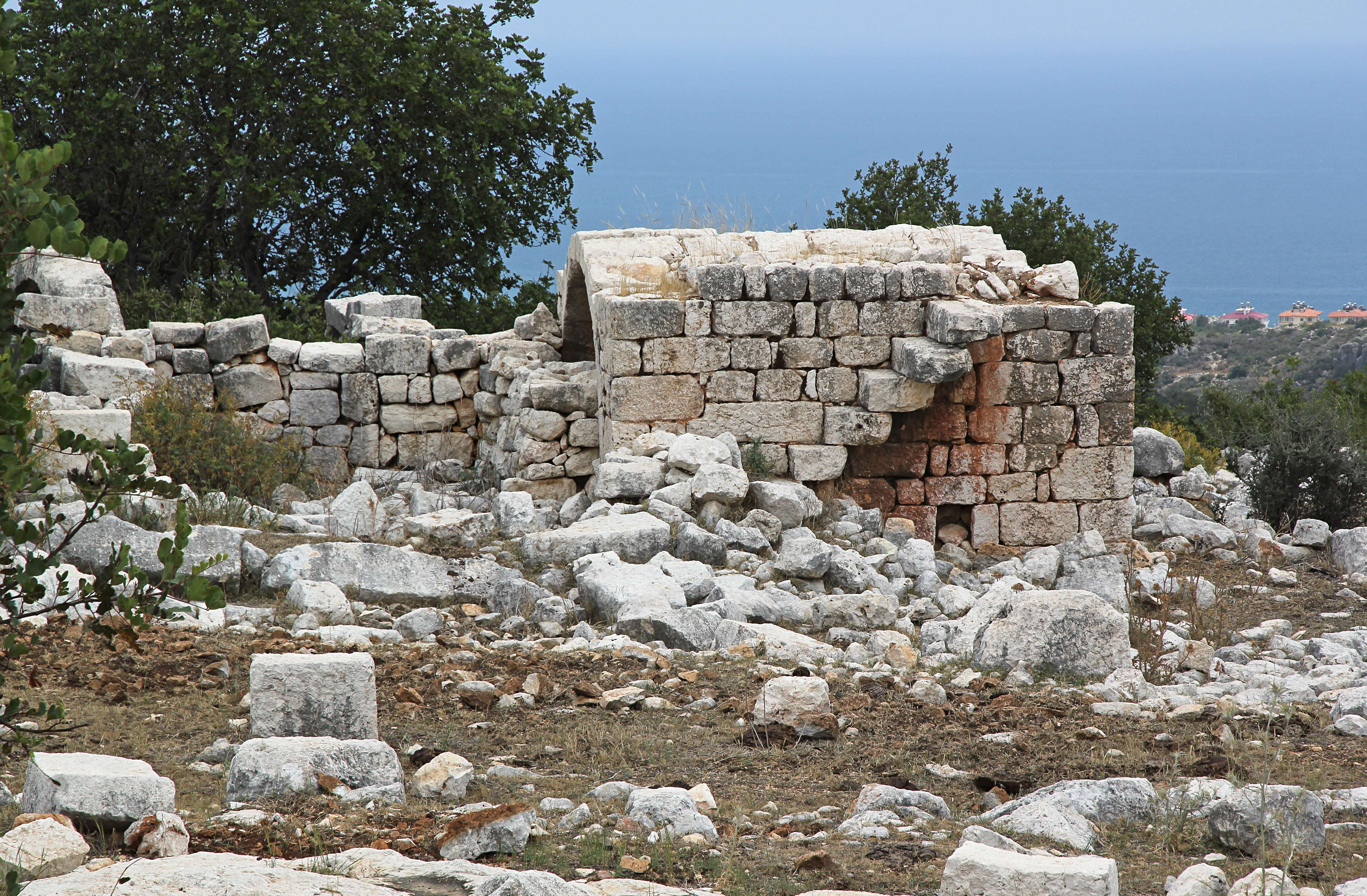
Außentreppe
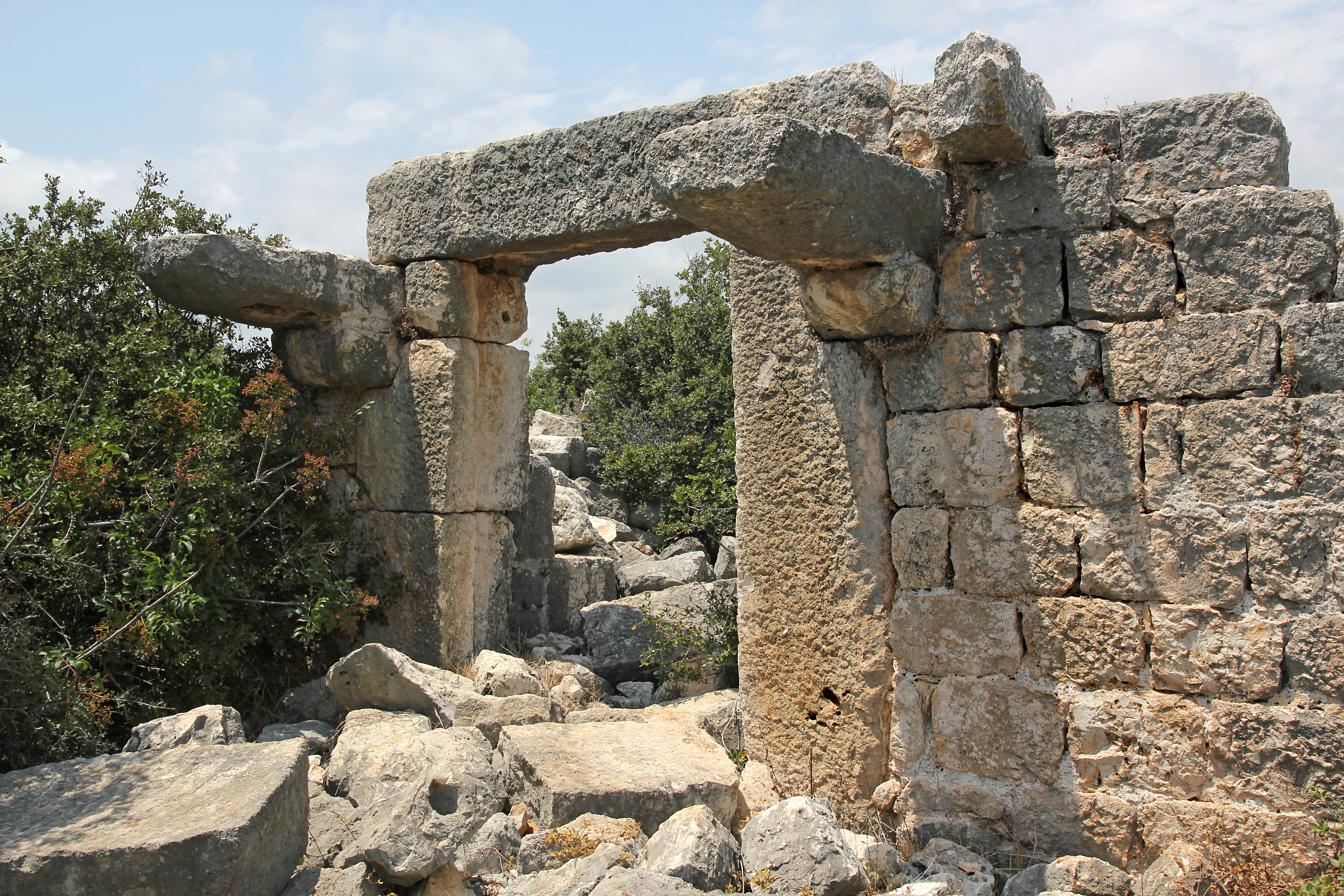
Türkonsolen
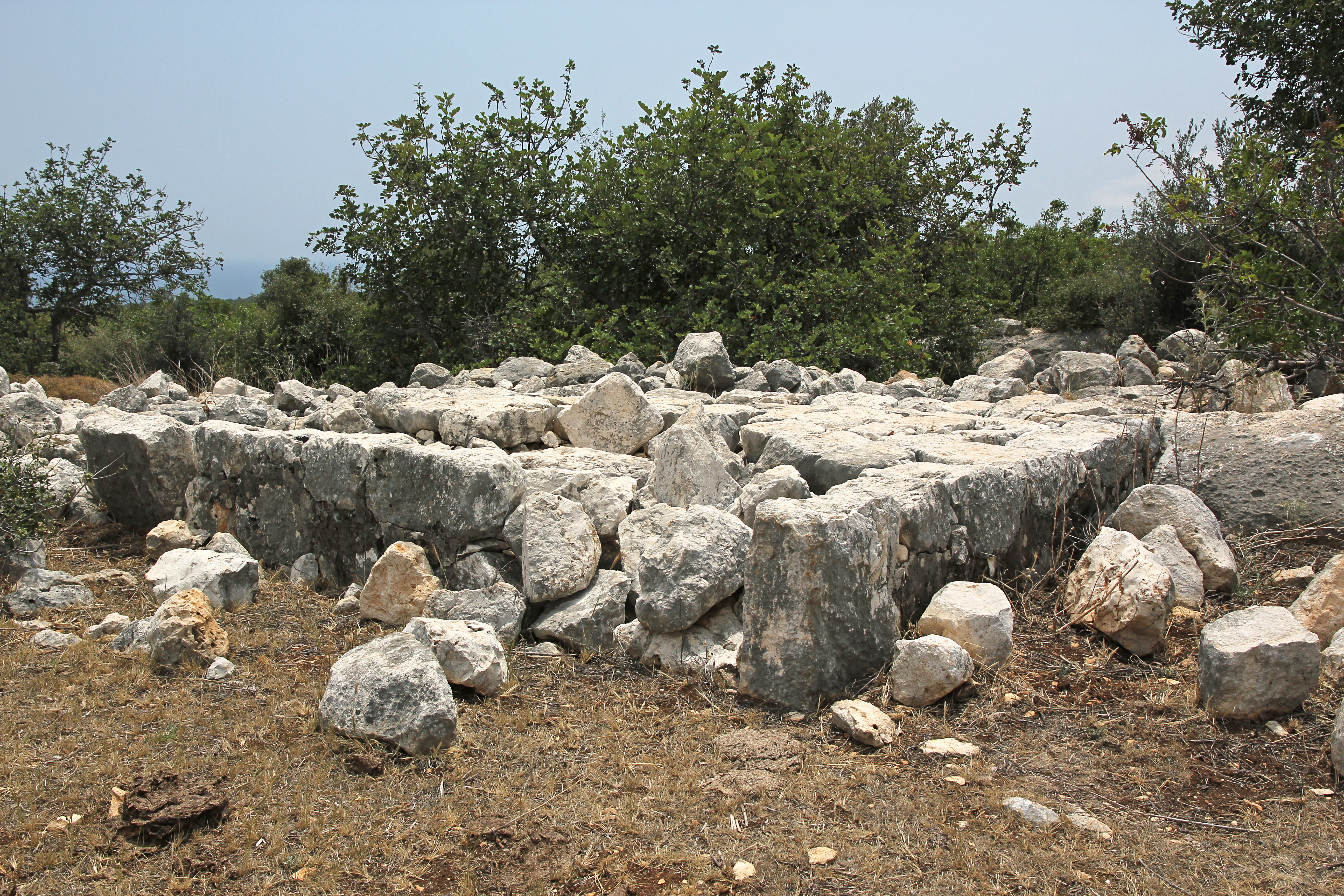
Decke einer Zisterne
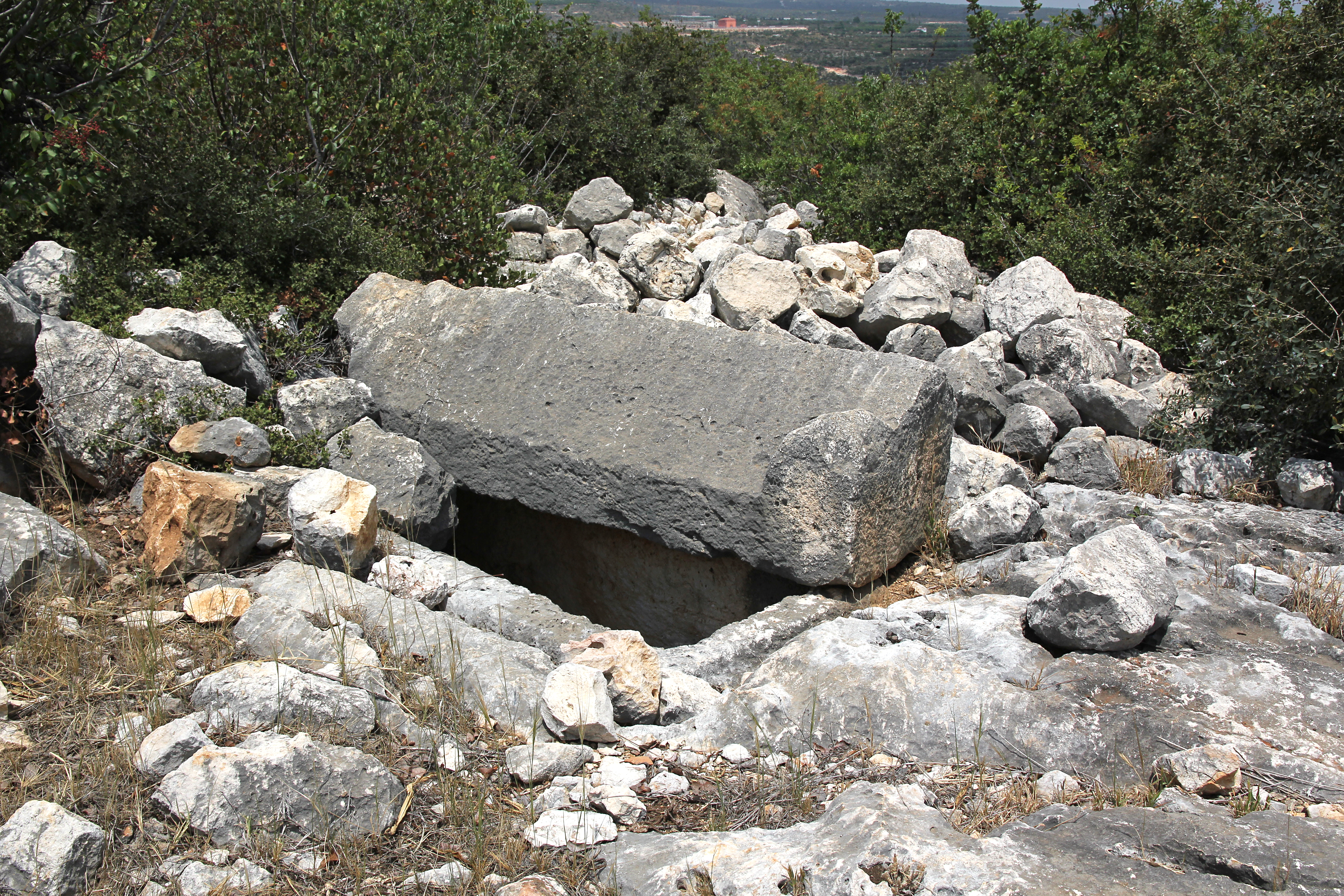
Chamosorion